# Фелікс Бродовський

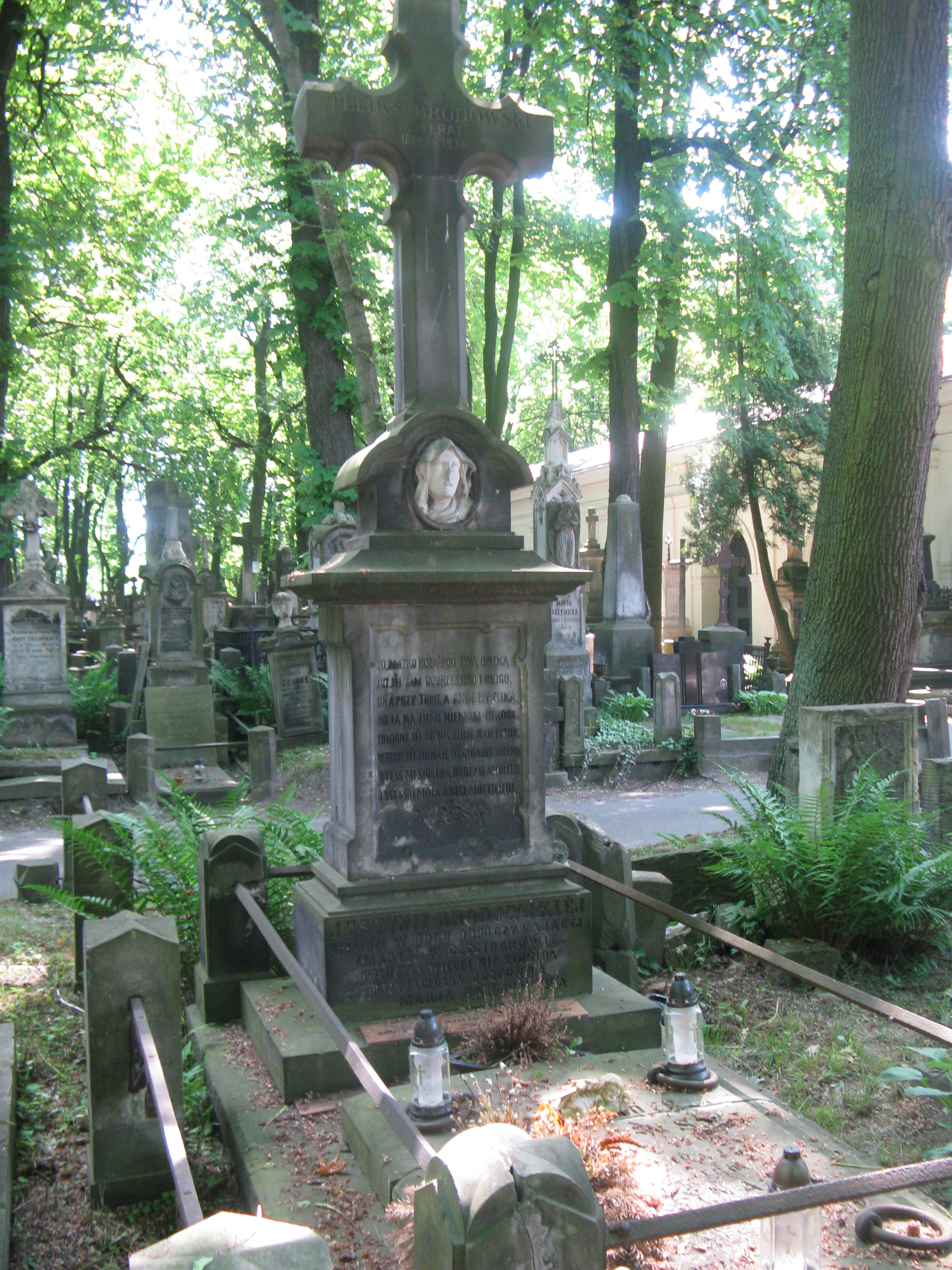
Могила Фелікса Бродовського на Повонзківському цвинтарі

Фелікс Бродовський (пол. Feliks Brodowski; 9 травня 1864, Люблін — 18 березня 1934, Варшава) – письменник, літературознавець і публіцист часів Молодої Польщі.

## Життєпис
Народився й виріс в інтелігентній родині. Мати Теофіла займалася літературою. Батько Едвард був судовим чиновником, пізніше працював нотаріусом у Любліні; помер рано (1869 р.), залишивши Фелікса сиротою. 1875 року Бродовський перейшов навчатися до гімназії в Любліні. Через русифікацію школи почувався він там не дуже добре. Бродовський часто прогулював школу. Потім його було переведено до реального училища у Рівному, яке закінчив у 1883 році. Після двох років перерви в навчанні, 1885 року навчався в Інституті сільського господарства в Пулавах; закінчив його через два роки.
1886 року надрукував свій перший твір (Niu) в «Любельській газеті». 1889 року, впродовж двох років, співпрацював з газетою Олександра Свентоховського (пол. Aleksander Świętochowski) — «Правда». 1896 року влаштувався на роботу у Влостянську комісію у Варшаві, де він працював до 1900 р. 1905—1914 року Бродовський працював у Влосцінській комісії у Ломжі, після чого вийшов на пенсію. 1900—1905 він співпрацював з газетою Станіслава Стемповського (пол. Stanisław Stempowski) — «Ogniwem».
Літературні твори Бродовського були на тему здобутого ним життєвого досвіду; в них він із точністю описував життя безхатьків, повій, алкоголіків, злочинців і вигнанців.

## Твори
- Мить (пол. Chwile) (1903)
- Liote (1905)
- Дерева (пол. Drzewa) (1907)
- Respha. Opowieści (1920)
- Кедровий будинок (пол. Dom cedrowy) (1922)
- Mariem[1] (1928)